# Marcuzziella tripartita
Genre
Espèce
Marcuzziella tripartita, unique représentant du genre Marcuzziella, est une espèce de collemboles de la famille des Tullbergiidae.

## Distribution
Cette espèce se rencontre en Europe.

## Publication originale
- Rusek, 1975 : Zwei neue Tullbergiinae-Gattungen (Apterygota: Collembola). Věstník Československé společnosti zoologické, vol. 39, no 3, p. 231-240.